# Mazurieni
Mazurienii sînt un subetnos în cadrul națiunii poloneze. Numără cca 240 mii persoane, răspîndiți preponderent în sudul Voievodatului Varmia și Mazuria (reprezintă 16,7 % din populația acestei regiuni). Au fost puternic influențați de cultura germană (pînă în 1945 au făcut parte din Germania). La recensămîntul populației din 1910 din Germania mazurienii reprezentau cca 20 % din populația provinciei Prusiei Orientale (fiind majoritari în districtele sudice ale acestei provincii, numite Mazuria). În 1919 districtele mazuriene au avut posibilitatea să adere la Polonia în urma unui referendum organizat de Societatea Națiunilor, dar 97 % din populația Mazuriei a preferat să rămînă în Germania. În sec. XIX autoritățile germane au promovat ideea existenței unei limbi mazure distincte de cea poloneză (ideea are un număr mic de susținători și astăzi). Spre deosebire de restul polonezilor, mazurienii sînt luterani și nu romano-catolici.